# Oste
De Oste (Duitse uitspraak: [oːstə]) is een Duitse rivier in het noorden van Nedersaksen met een lengte van 153 km. Het is een zijrivier van de Elbe. 
De bron van de Oste ligt nabij de heuvel Otterberg, in de gemeente Otter, in het noorden van de Lüneburger Heide.
De rivier stroomt door de districten Harburg, Rotenburg, Stade en Cuxhaven en mondt uit in de Elbe in de buurt van Otterndorf. Het waterareaal is 1.715 km² en het verval tussen de bron en de monding is 61 m. 
Zijrivieren van betekenis heeft de Oste niet. De langste zijbeken zijn:
- Ramme bij Sauensiek en Sittensen, 18½ km lang
- Heidenauer Aue, bij Heidenau; 9 km lang
- Twiste, monding nabij Godenstedt (Samtgemeinde Selsingen); 15 km lang
- Bade, bij  Bademühlen, gemeente Zeven en Godenstedt (Samtgemeinde Selsingen); 15 km lang
- Bever, tussen Bargstedt en Bremervörde; 29 km lang
- Mehe of Mehe-Aue, bij Zeven; 20 km lang.

Vanaf Bremervörde, dat een oude haven aan de rivier heeft, is de Oste in principe bevaarbaar. Kapiteins van binnenvaartschepen wordt echter om verschillende redenen afgeraden, het traject tussen Bremervörde en Osten te bevaren. Tussen Osten en Neuhaus wordt de Oste beschouwd als bevaarbaar voor uitsluitend zeer kleine vrachtschepen.

## Geschiedenis

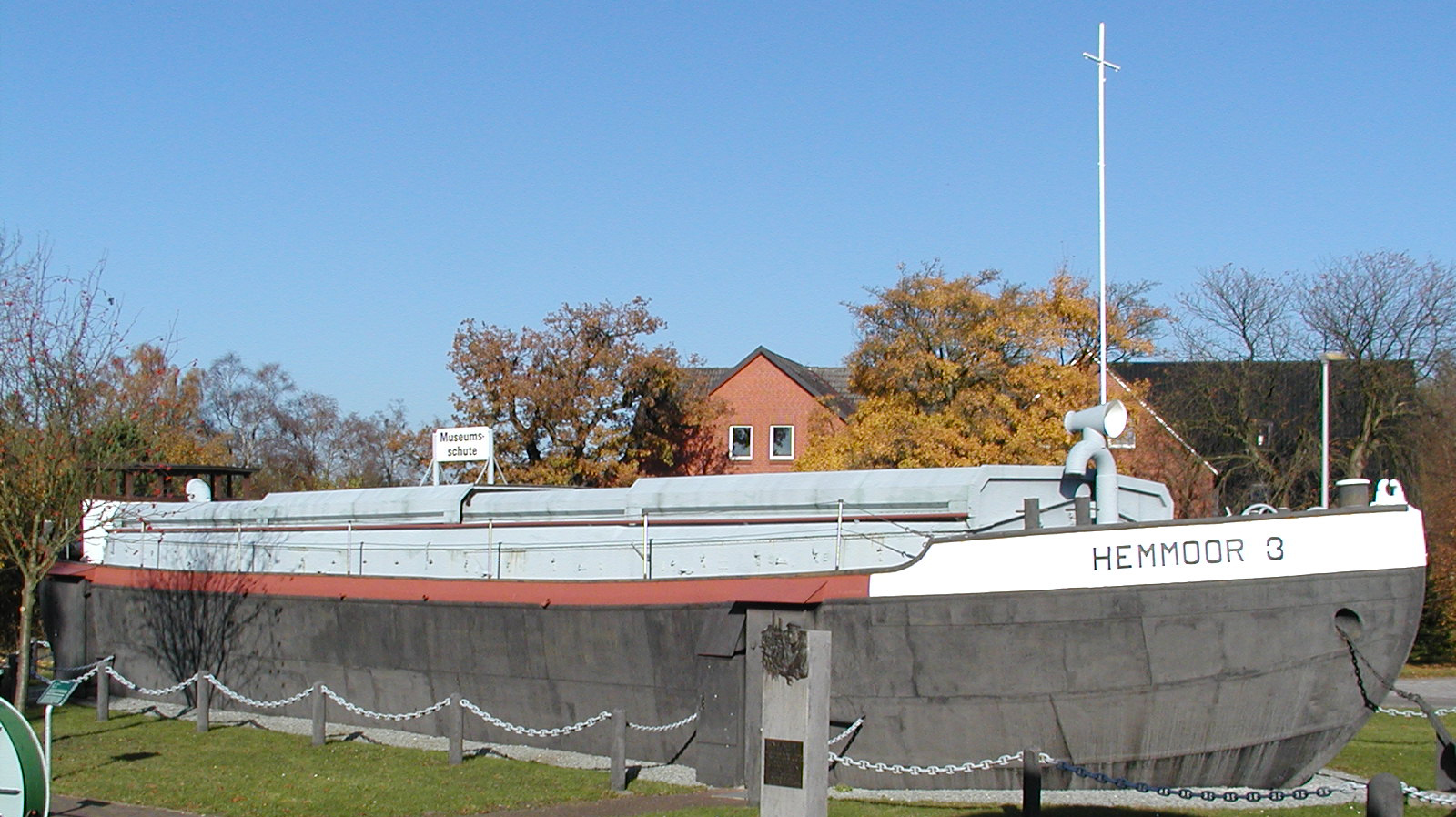
Museumschuit van de vroegere cementfabriek, Hemmoor

In de middeleeuwen ontstond de stad Bremervörde aan een voorde in de Oste.
Van 1864 tot 1997 lag aan de Oste een niet onbelangrijke binnenhaven, en wel bij Schwarzenhütten, gemeente Hemmoor. Ze diende voor de logistiek van een grote fabriek van portlandcement. 
De Oste werd in de 19e en de eerste decennia van de 20e eeuw druk bevaren door kleine zeilschepen voor vrachtvervoer, zogenaamde ewers. 
Vanaf de 12e eeuw tot aan de Stormvloed van 1962 is de Oste bij bijna iedere stormvloed wel buiten haar oevers getreden, of het gebied van haar benedenloop stroomde over door dijkdoorbraken. Deze overstromingen kostten vaak vele mensen en boerderijdieren het leven, en richtten grote schade aan.  Dicht bij de monding, ten noorden van Neuhaus (Oste) en ten westen van Balje, in de Samtgemeinde Nordkehdingen,  is daarom in 1968 het Ostesperrwerk gebouwd, een waterwerk, dat zowel een spuisluis als een stormvloedkering is.

## Bruggen en veerboten
De Oste is bekend, omdat er enige historische oeververbindingen bestaan. Langs de rivier loopt dan ook een deel van een toeristische route, die Deutsche Fährstraße (Duitse Pontveerroute) genoemd wordt. Vermeldenswaard zijn o.a.:
- De in 1909 gebouwde zweefbrug (Schwebefähre) tussen Osten en Hemmoor
- De veerpont van Brobergen (bij Kranenburg, in de Samtgemeinde Oldendorf-Himmelpforten)

## Bezienswaardigheden
Nabij de stormvloedkering van Balje, op een door de bouw daarvan ontstaan schiereiland aan de Oste, is in 2013 een museumcomplex in het leven geroepen. Het draagt de naam Natureum Niederelbe. Het is ten dele een openluchtmuseum met een park, waar ook de vogelwereld van het gebied van de benedenloop van de Elbe kan worden geobserveerd. In de museumgebouwen zijn o.a. skeletten van hier aangespoelde walvissen te zien.
Vrijwel de gehele bedding van de Oste bovenstrooms van Bremervörde, en haar oevers, vormen een natuurreservaat, zie onderstaande Duitstalige link.

## Afbeeldingen

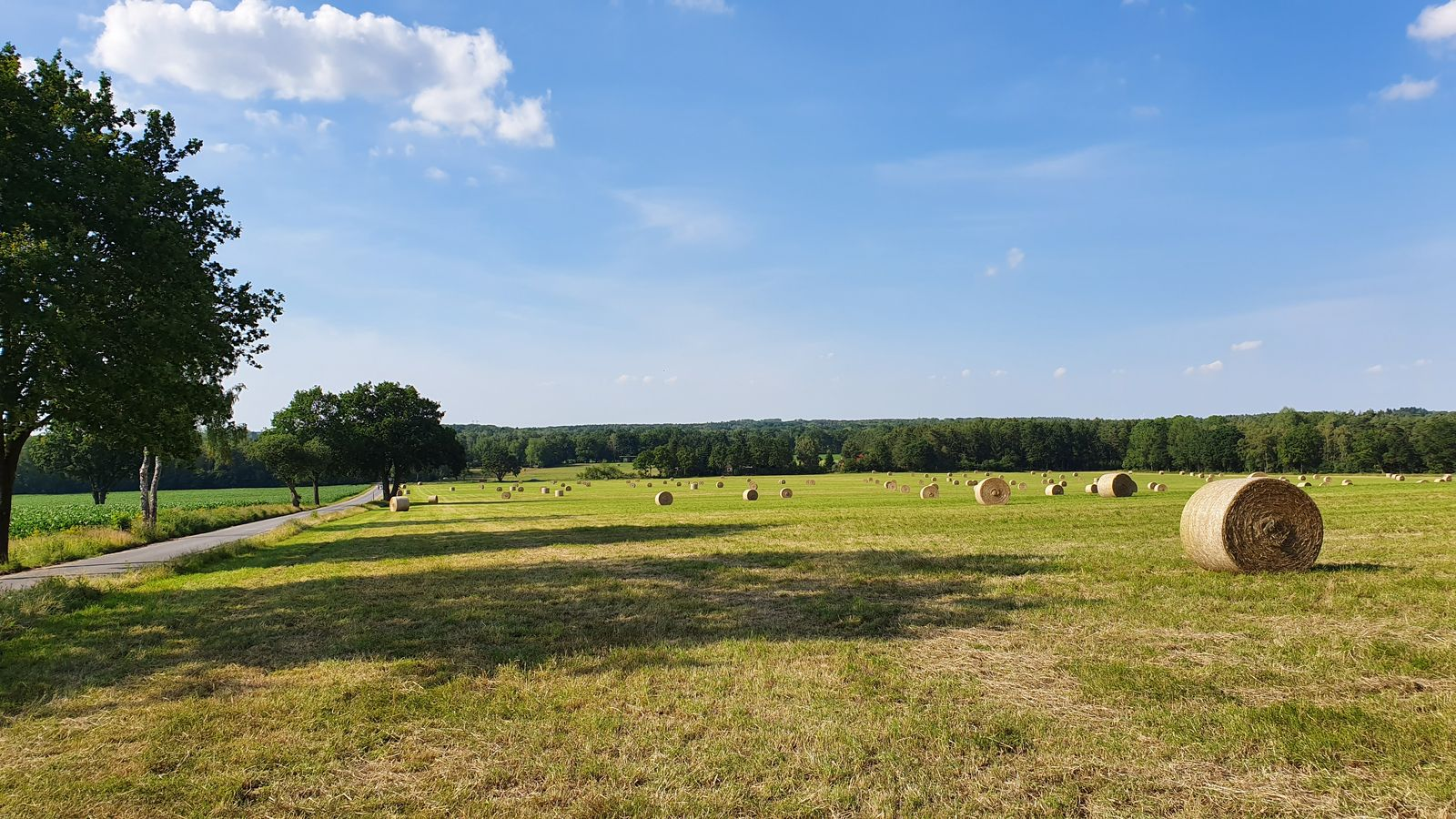
De heuvel Otterberg
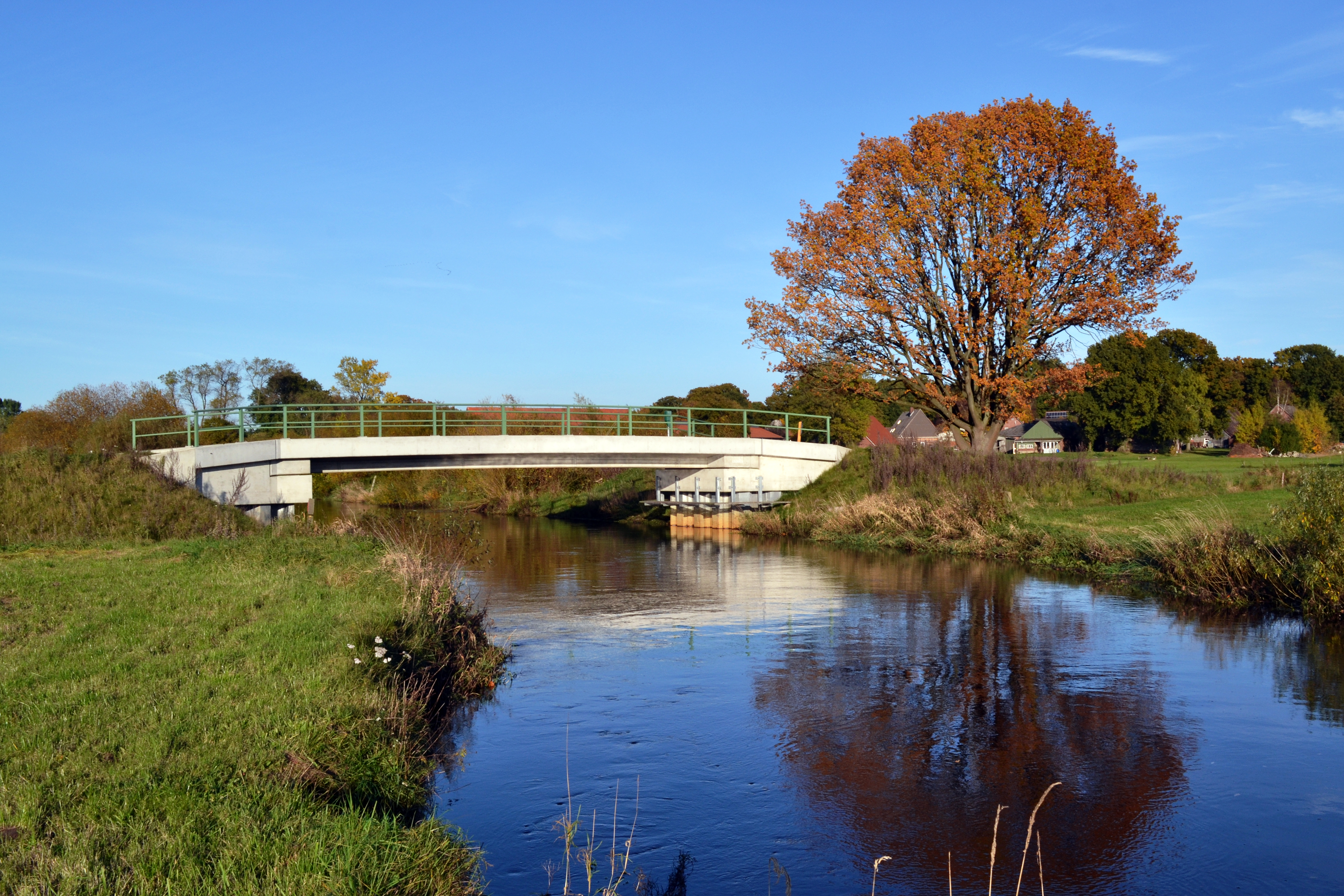
Brug over de Oste bij Minstedt, gemeente Bremervörde
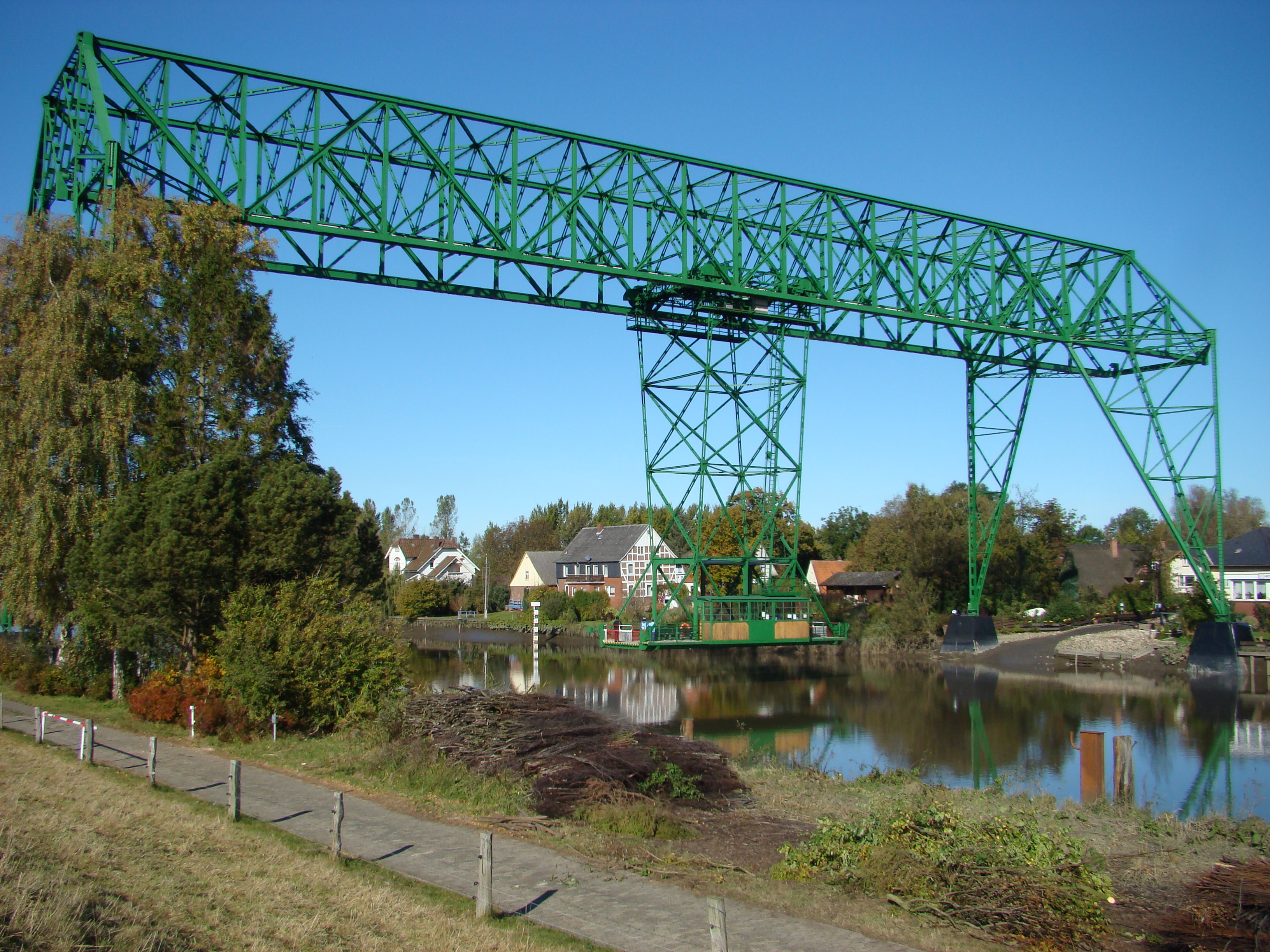
Zweefpont bij Osten (1)
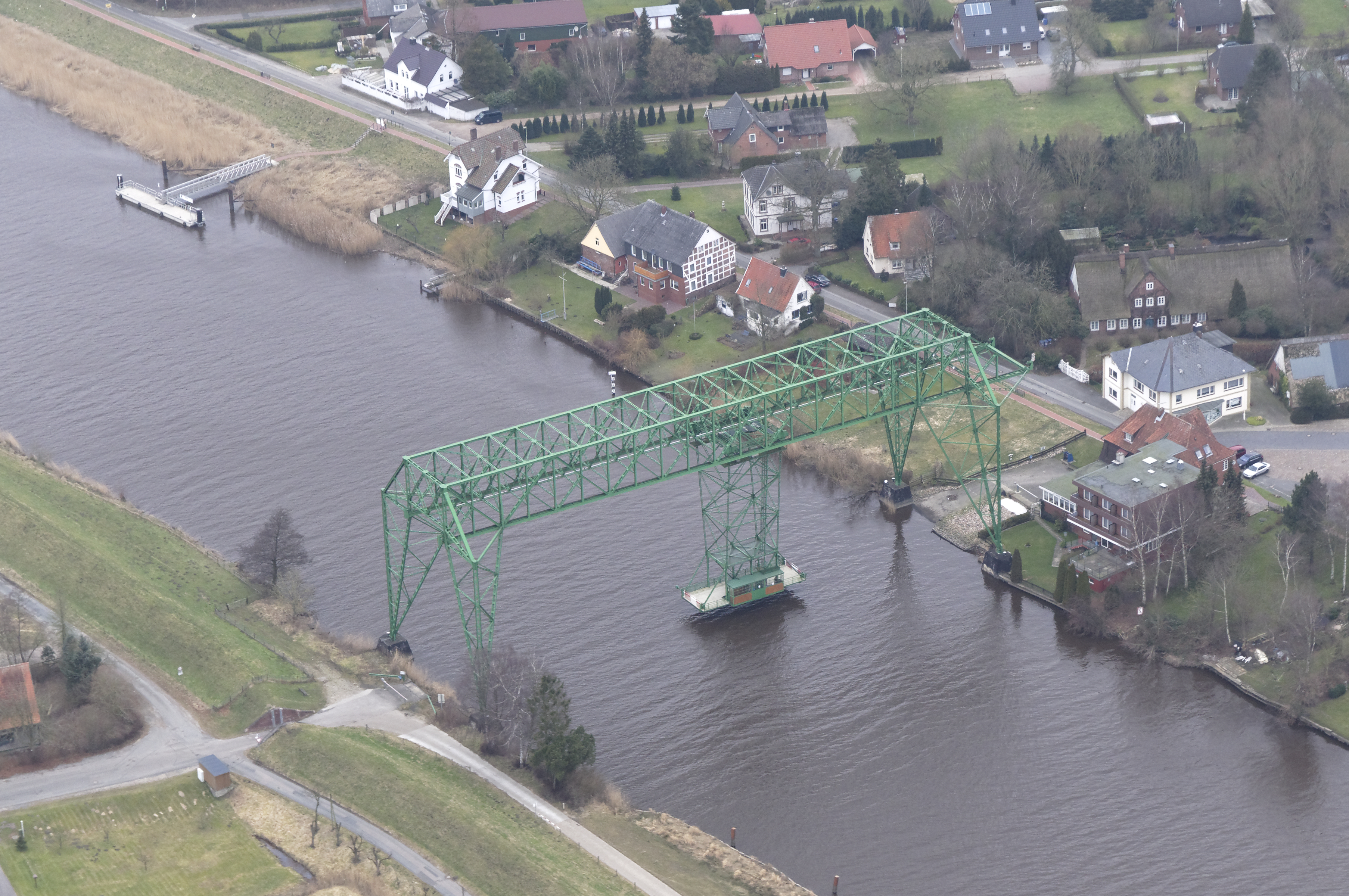
Zweefpont bij Osten (2)
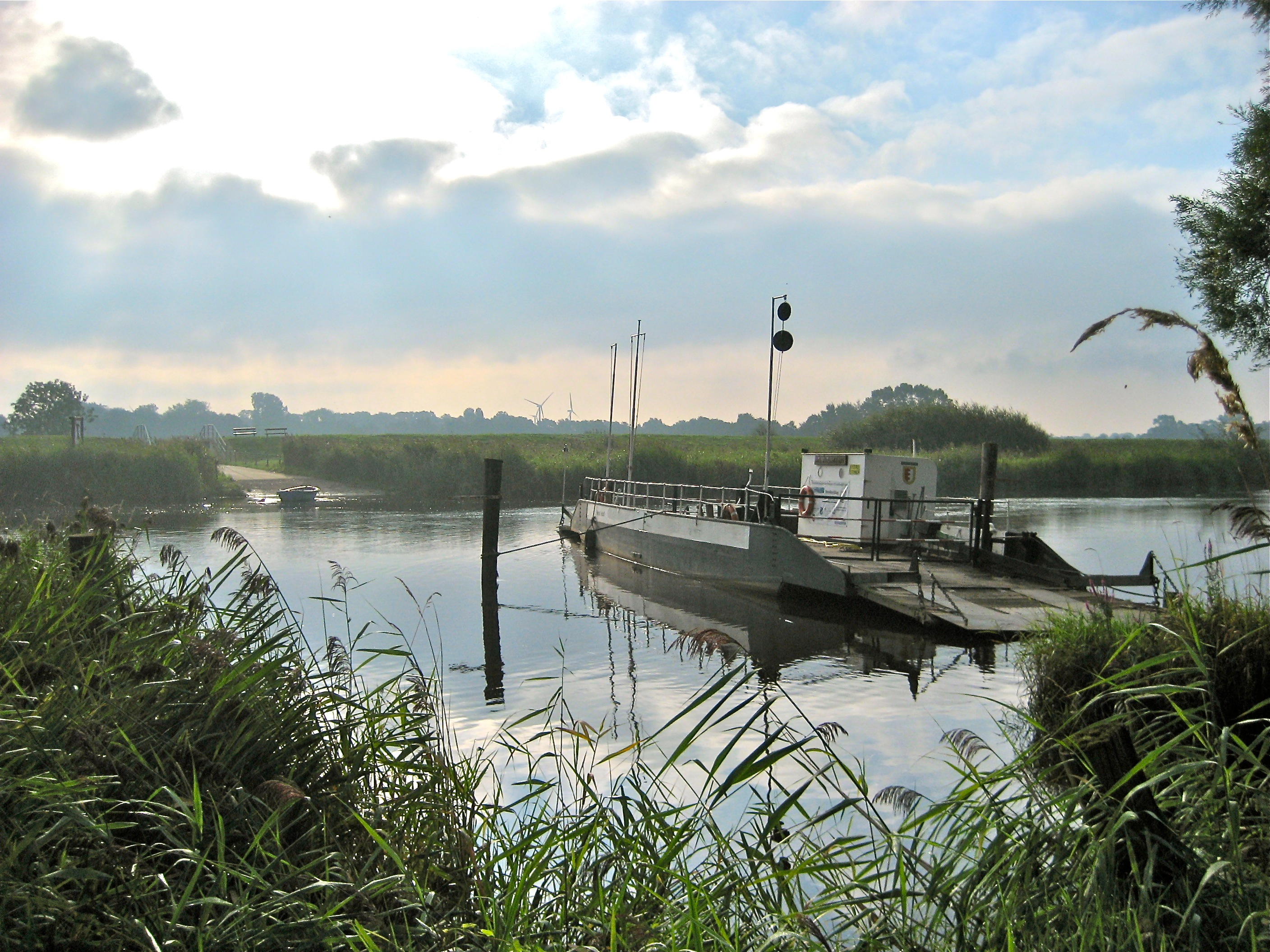
Veerpont van Brobergen
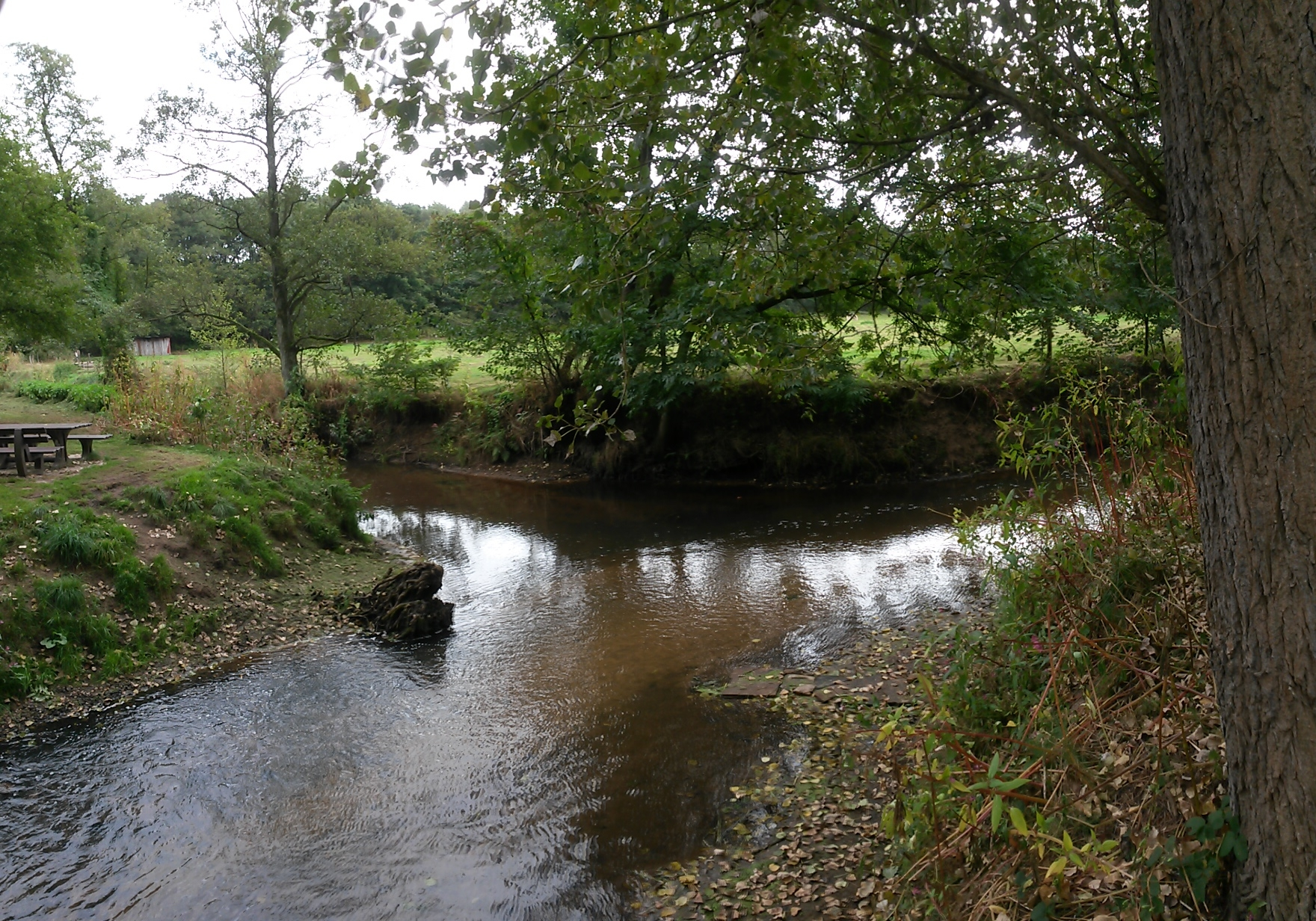
Monding van de Ramme (voorgrond) in de Oste bij Sittensen
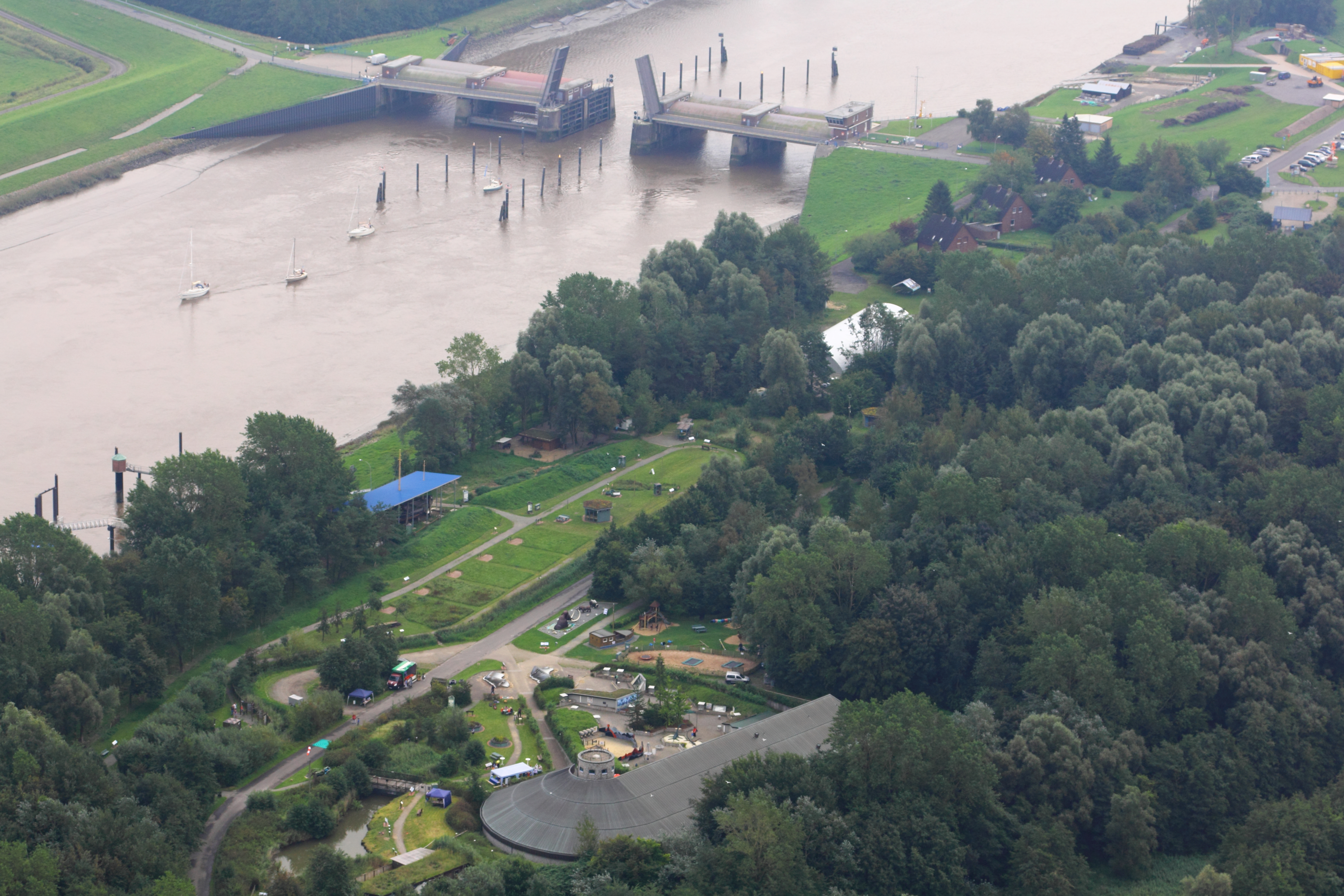
Stormvloedkering in de Oste; op de voorgrond het Natureum
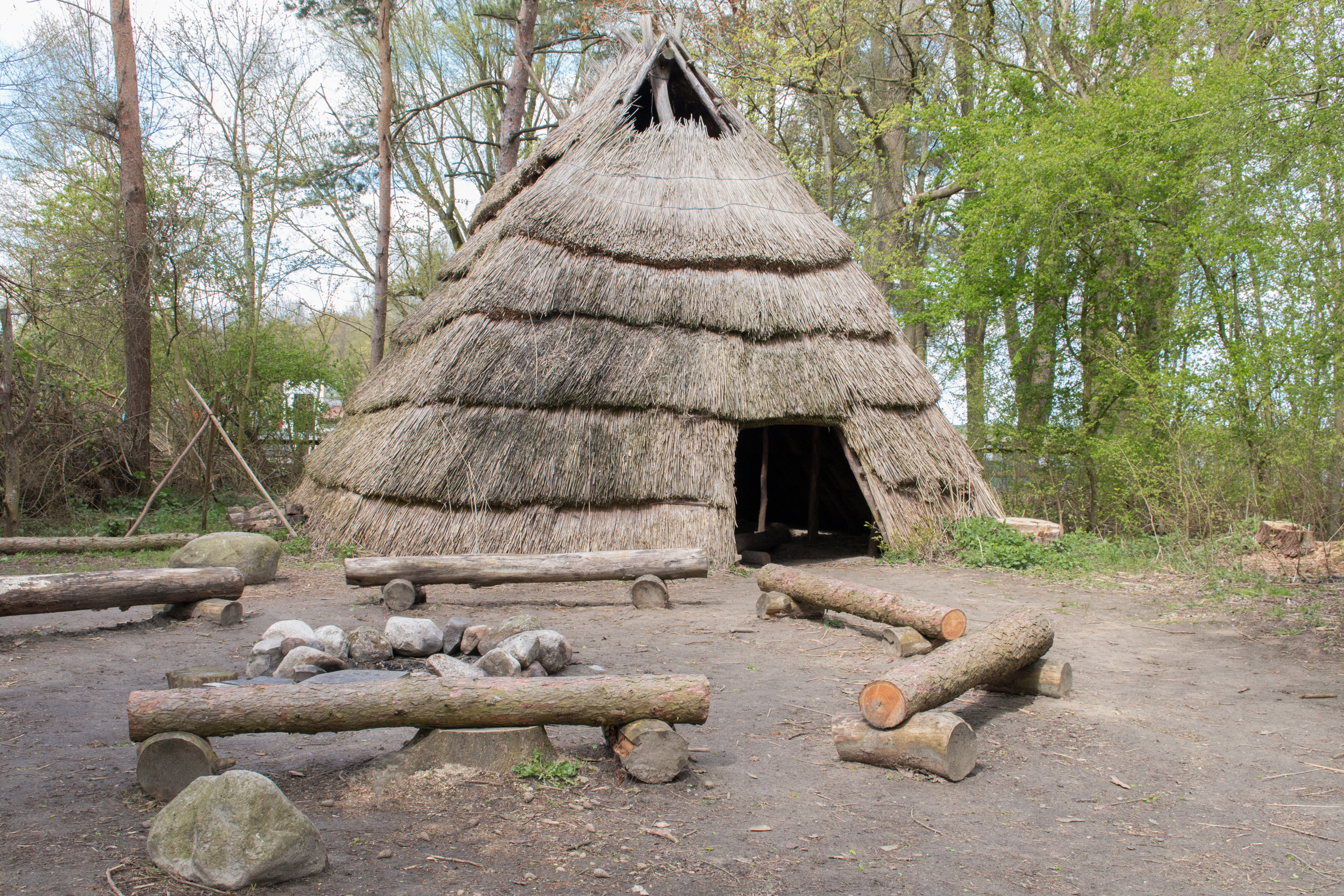
Natureum, gereconstrueerde hut uit het stenen tijdperk
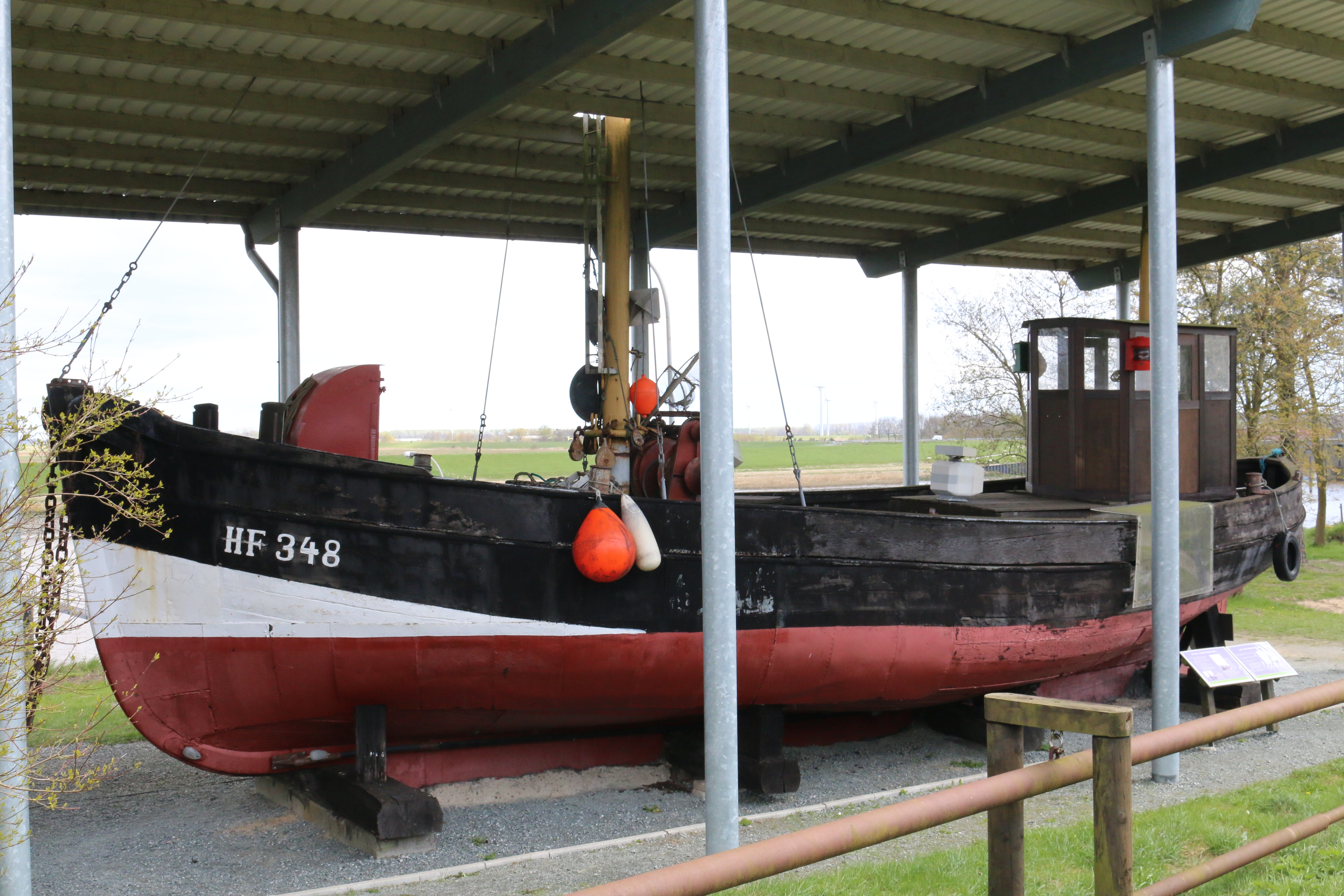
Natureum, historische viskotter (Hamenfischer, zie link naar de Duitse wikipedia)